# Макконвилл, Руэри
Руэри Макконвилл (англ. Ruairi McConville; 1 мая 2005) — североирландский футболист, защитник английского клуба «Норвич Сити» и сборной Северной Ирландии.

## Клубная карьера
Воспитанник футбольной академии «Линфилда». В 2021 году присоединился к футбольной академии английского клуба «Брайтон энд Хоув Альбион». В декабре 2022 года подписал профессиональный контракт с клубом.

## Карьера в сборной
Выступал за сборные Северной Ирландии до 17, до 18, до 19 лет и до 21 года.
15 ноября 2024 года дебютировал в составе главной сборной Северной Ирландии в матче против сборной Беларуси.